# Championnat de France masculin de handball de deuxième division 1998-1999
Navigation
Division 2 1997-1998 Division 2 1999-2000
Le championnat de France masculin de handball de deuxième division 1998-1999 est la quarante-septième édition de cette compétition et la sixième édition depuis que la dénomination de Division 2 a été posée.
À l'issue de la saison, le Livry-Gargan handball, champion de France, et l'AC Boulogne-Billancourt sont promus en Division 1.
En bas du classement, Le Chesnay et l'ASL Robertsau sont relégués en Nationale 1.

## Classement
Le classement final est :
|    | Équipe                     | Pts | J  | G  | N | P  | Bp  | Bc  | Diff | Dép |
| -- | -------------------------- | --- | -- | -- | - | -- | --- | --- | ---- | --- |
| 1  | Livry-Gargan handball      | 64  | 26 | 18 | 2 | 6  | 617 | 565 | 52   | -   |
| 2  | AC Boulogne-Billancourt R  | 61  | 26 | 16 | 3 | 7  | 657 | 619 | 38   | -   |
| 3  | ES Besançon                | 60  | 26 | 16 | 2 | 8  | 691 | 610 | 81   | -   |
| 4  | Angers Noyant              | 57  | 26 | 15 | 1 | 10 | 649 | 618 | 31   | 5   |
| 5  | Marseille OM 13 CR         | 57  | 26 | 14 | 3 | 9  | 643 | 620 | 23   | 4   |
| 6  | Villeurbanne HBA R         | 57  | 26 | 15 | 1 | 10 | 642 | 640 | 2    | -9  |
| 7  | USAM Nîmes Gard            | 56  | 26 | 13 | 4 | 9  | 590 | 558 | 32   | -   |
| 8  | HBC Villefranche-sur-Saône | 55  | 26 | 14 | 1 | 11 | 605 | 594 | 11   | -   |
| 9  | Aix UC                     | 49  | 26 | 10 | 3 | 13 | 614 | 629 | -15  | -   |
| 10 | HBC Gien Loiret            | 45  | 26 | 7  | 5 | 14 | 638 | 645 | -7   | 5   |
| 11 | GFCO Ajaccio               | 45  | 26 | 9  | 1 | 16 | 652 | 695 | -43  | -5  |
| 12 | Villemomble Handball P     | 43  | 26 | 8  | 1 | 17 | 568 | 610 | -42  | -   |
| 13 | Le Chesnay P               | 40  | 26 | 7  | 0 | 19 | 568 | 674 | -106 | -   |
| 14 | ASL Robertsau              | 39  | 26 | 6  | 1 | 19 | 570 | 627 | -57  | -   |

Légende
- Promu en Division 1
- Relégué en Nationale 1
- R : Relégué de Division 1 en début de saison
- P : Promu de Nationale 1 en début de saison